# 約西皮夫卡 (丘德尼夫區)
50°1′44″N 28°2′3″E / 50.02889°N 28.03417°E
約西皮夫卡（烏克蘭語：Йосипівка），是烏克蘭北部的村莊，隸屬日托米爾州的日托米爾區。該村面積0.39平方公里，海拔高度258米，2001年人口87，人口密度每平方公里223.08人。